# Salvia desoleana
Salvia desoleana là một loài thực vật có hoa trong họ Hoa môi. Loài này được Atzei & V.Picci miêu tả khoa học đầu tiên năm 1982.

## Hình ảnh

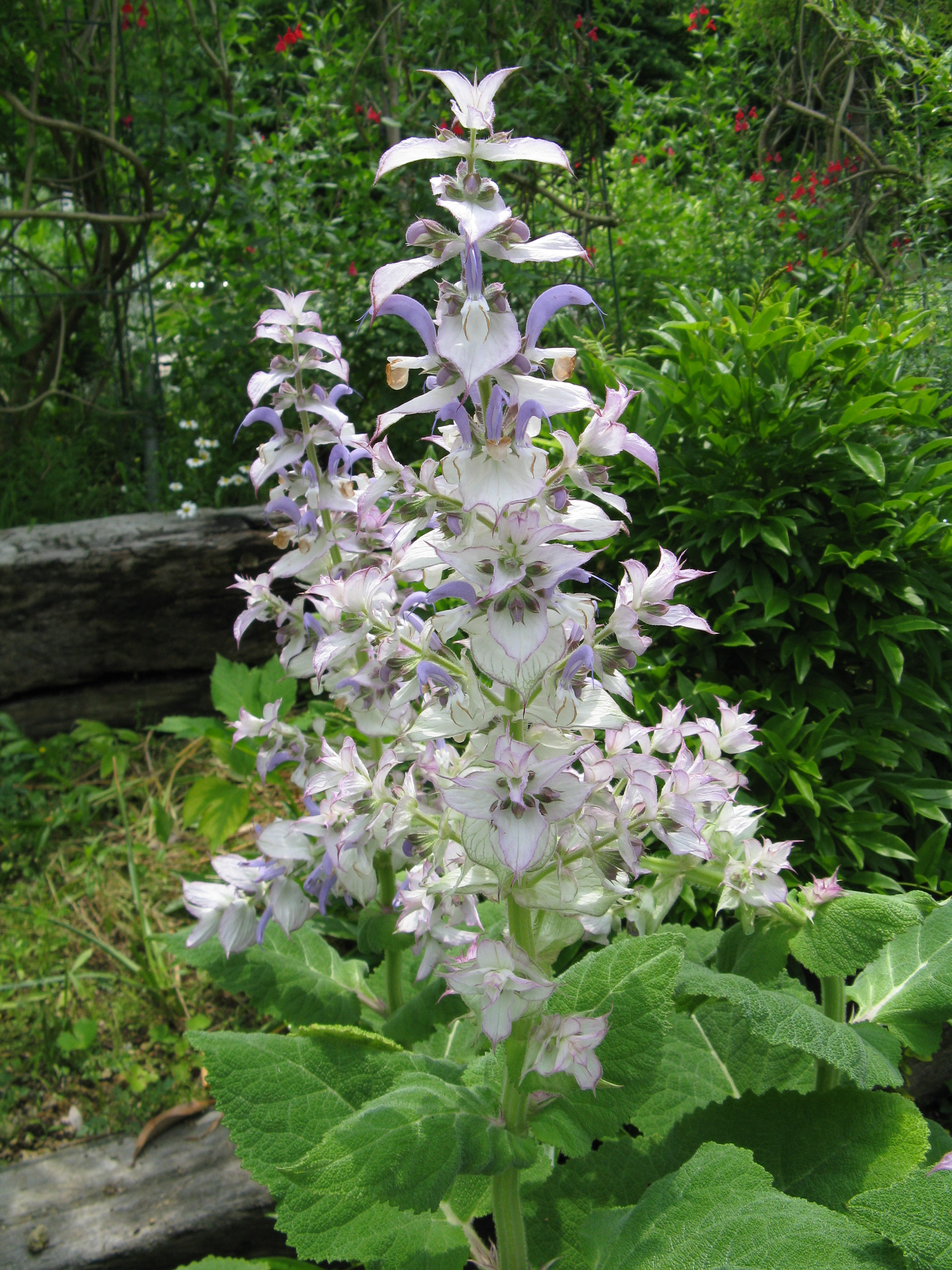
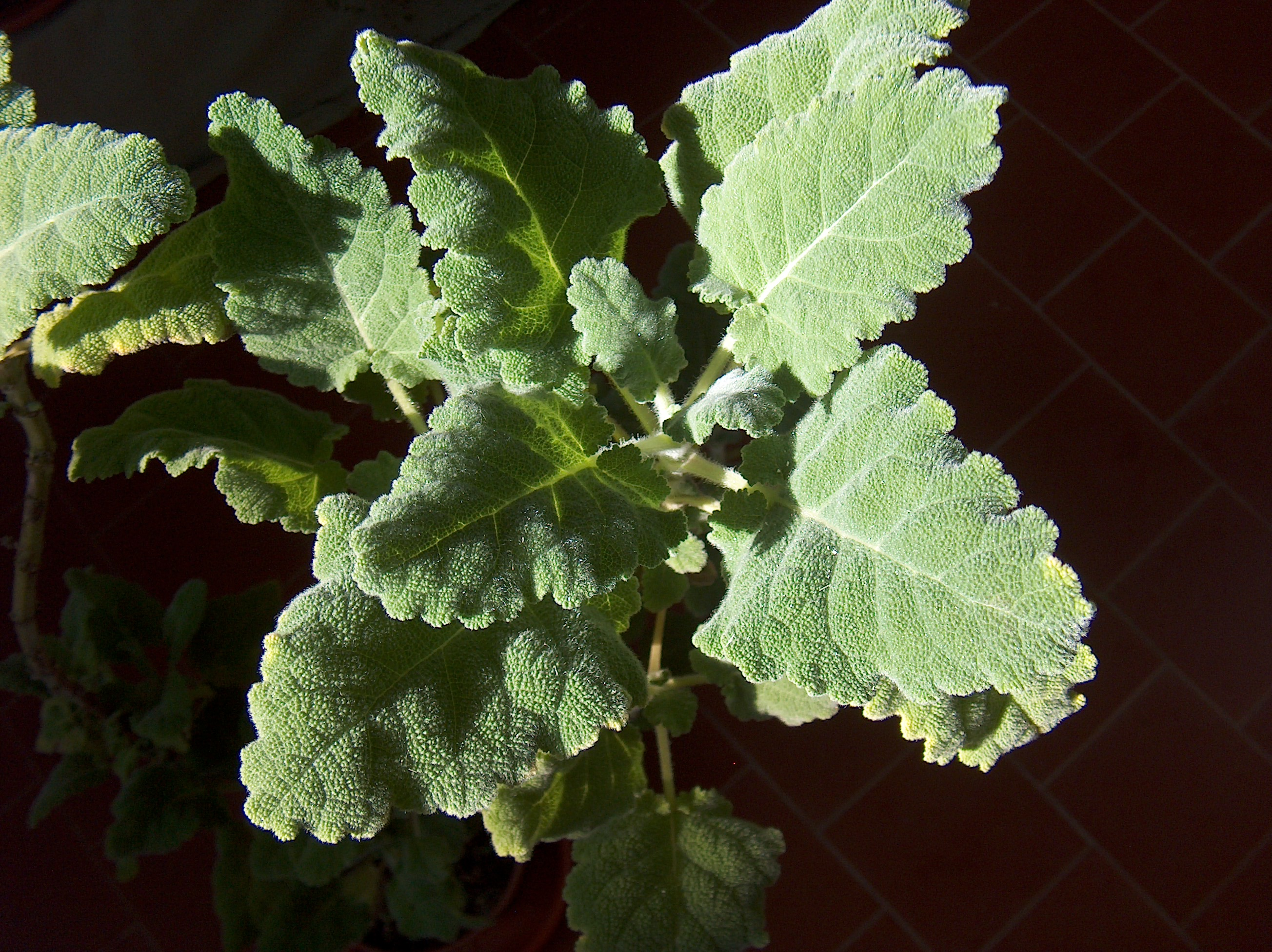
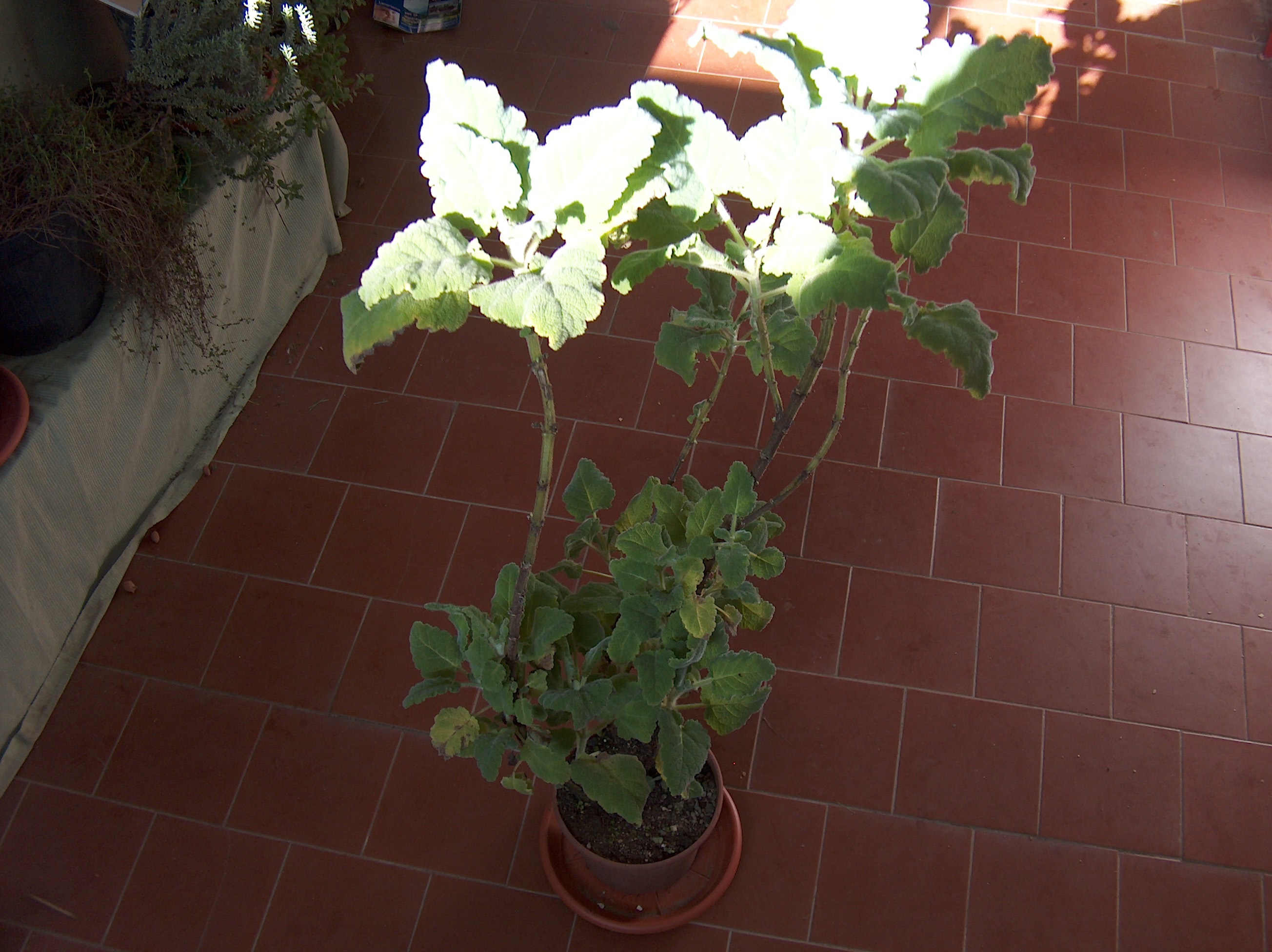
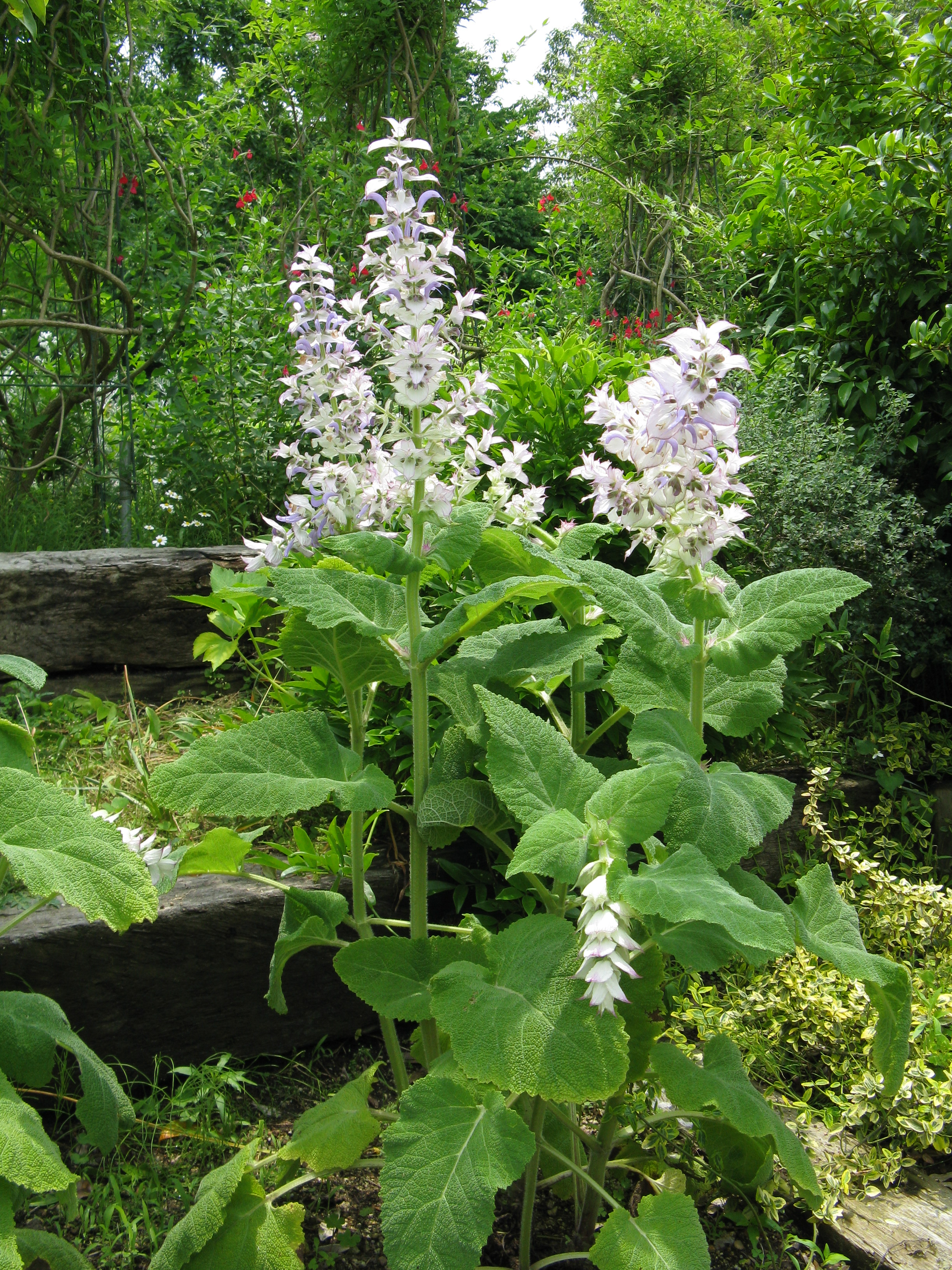